# La Conspiration d'Orion
Pour plus de détails, voir Fiche technique et Distribution.
La Conspiration d'Orion est un court métrage de fiction libre de droits diffusé sur l'Internet par Seb Janiak, qui avait réalisé des clips pour Laurent Voulzy et Daft Punk. Il se caractérise par un positionnement combinant le réalisme fantastique à la théorie du complot, sur un mode simili-réaliste à la manière de longs métrages comme Le Projet Blair Witch ou de Cloverfield, ou de séries comme X-Files : Aux frontières du réel. On y retrouve aussi l'idée de base de quelques films récents comme Men in Black ou Alien vs. Predator : le contact caché entre représentants de l'espèce humaine et civilisation(s) extraterrestre(s).
L'auteur parle à son sujet de "réalité étendue" plutôt que d'ésotérisme ou de fantastique. Bien que le projet soit à but essentiellement artistique, il est conçu pour être montré comme un documentaire.